# Định luật Sturgeon
Sự mặc khải của Sturgeon (theo giải thích ban đầu của Theodore Sturgeon), thường được gọi là định luật Sturgeon, là một câu ngạn ngữ thường được trích dẫn là "chín mươi phần trăm của mọi thứ là rác rưởi". Nó được trích dẫn từ Sturgeon, một tác giả và nhà phê bình khoa học viễn tưởng người Mỹ; trong khi Sturgeon đặt ra một câu ngạn ngữ khác mà ông gọi là "định luật Sturgeon", thì đó là nhận xét "chín mươi phần trăm"  thường được gọi bằng thuật ngữ đó.
Cụm từ này bắt nguồn từ quan sát của Sturgeon rằng trong khi truyện khoa học viễn tưởng thường bị các nhà phê bình chỉ trích là chất lượng thấp, phần lớn các tác phẩm trong các lĩnh vực khác đều có chất lượng kém tương đương, và khoa học viễn tưởng chẳng khác gì các hình thức nghệ thuật khác về khoảng này.

## Lịch sử
Một câu ngạn ngữ tương tự xuất hiện trong cuốn The Light that Failed của Rudyard Kipling, được xuất bản vào năm 1890. "Bốn phần năm công việc của mọi người là xấu. Nhưng phần còn lại đáng cái rắc rối vì lợi ích riêng của nó."

Tài liệu đầu tiên nhắc đến câu ngạn ngữ xuất hiện trong ấn bản tháng 3 năm 1958 của Venture, nơi Sturgeon viết:
Tôi lặp lại mặc khải Sturgeon mà đã sinh ra từ tôi sau 20 năm bảo vệ thể loại khoa học viễn tưởng chống lại các lời tấn công của những người sử dụng những ví dụ tồi tệ nhất của thể loại làm đạn dược, và kết luận là 90% khoa học viễn tưởng là rác rưởi. Sử dụng cùng một tiêu chuẩn mà đã phân loại 90% khoa học viễn tưởng như rác rưởi, có thể lập luận rằng 90% phim ảnh, văn học, hàng tiêu dùng, v.v. là rác rưởi. Nói cách khác, tuyên bố (hoặc thực tế) rằng 90% khoa học viễn tưởng là rác rưởi cuối cùng là vô nghĩa, bởi vì khoa học viễn tưởng phù hợp với cùng xu hướng về chất lượng như tất cả các hình thức nghệ thuật khác.

Theo Philip Klass (William Tenn), Sturgeon đã đưa ra nhận xét này vào khoảng năm 1951, tại một cuộc nói chuyện tại Đại học New York với sự tham gia của Tenn.. Tuyên bố sau đó được đưa vào một bài nói chuyện mà Sturgeon đã đưa ra tại Hội chợ Khoa học viễn tưởng quốc tế ở Philadelphia.
Năm 2013, triết gia Daniel Dennett đã ủng hộ luật của Sturgeon là một trong bảy công cụ của ông cho tư duy phản biện. "90% của mọi thứ là rác rưởi. Đó là sự thật, cho dù bạn đang nói về vật lý, hóa học, tâm lý học tiến hóa, xã hội học, y học - bạn có thể nói đến nó thì 90% mọi thứ đều là rác rưởi từ nhạc rock, nhạc western, tất cả. " Việc giới thiệu lại khái niệm này cho một khán giả hiện đại đã nhận được một sự tiếp nhận tích cực, theo Dennett.

## Định luật Sturgeon gốc
Sturgeon ban đầu được coi là định luật Sturgeon có nghĩa là "không có gì luôn luôn là hoàn toàn như vậy" trong câu chuyện "The Claustrophile" trong ấn bản năm 1956 của tạp chí Galaxy.  Câu ngạn ngữ thứ hai, được cho là "chín mươi phần trăm mọi thứ là rác rưởi" ban đầu được gọi là "Mặc khải của Sturgeon", được xây dựng như vậy trong phần đánh giá sách của ông cho Venture năm 1957.  Tuy nhiên, gần như tất cả các ứng dụng hiện đại của thuật ngữ "định luật Sturgeon" đều đề cập đến cái ngạn ngữ thứ hai, bao gồm cả định nghĩa được liệt kê trong từ điển tiếng Anh Oxford.

## Ngoài ra
- Danh sách các luật cùng tên tác giả
- Phân phối Pareto
- Nguyên tắc Pareto
- Rockism